# Генерал Колев (булевард във Варна)
„Генерал Колев“ е  булевард във Варна, който  е еднопосочен в западната си част. Той е един от преките маршрути в широкия градски център, тъй като свързва бул. „Владислав Варненчик“ с бул. „Сливница“, бул. „Цар Освободител“ и бул. „Чаталджа“, а чрез продължението си при ул. „Мир“ – и с бул. „Васил Левски“ (посредством пътен възел) и бул. „Христо Смирненски“. Наречен е на паметния български генерал Иван Колев.

## Комуникационна стойност
Значението на бул. „Генерал Колев“ се повишава след извършена реконструкция през 2012 г.

## Обекти
Южна страна
- Църква Света Петка
- ОДЗ 2 „Д-р Петър Берон“
- Кметство Приморски

Северна страна
- МБАЛ „Света Анна-Варна“ АД
- VIII СУЕО „Ал. С. Пушкин“
- Хуманитарна гимназия